# パウル・ファン・ケンペン
パウル・ファン・ケンペン（オランダ語: Paul van Kempen、1893年5月16日 - 1955年12月8日）は、オランダ出身のドイツの指揮者。

## 経歴
生い立ち
1893年、オランダの南ホラント州ズーテルヴァウデに生まれた。アムステルダム音楽院に入学し、ユリウス・レントヘン（レントゲン）、ベルナルド・ズヴェールスから作曲および指揮を学んだ。また、ルイ・ツィンマーマンにヴァイオリンを師事した。
音楽家として(戦前)
卒業後は、アムステルダム・コンセルトヘボウ管弦楽団の第2ヴァイオリニストとして音楽キャリアをスタートさせた。1932年にドイツ国籍を取得し、1933年に指揮者としてデビューした。1934年にドレスデン・フィルハーモニー管弦楽団の音楽監督に就任し、1942年から1944年までヘルベルト・フォン・カラヤンの後任としてアーヘン市立歌劇場の音楽監督を務めた。
第二次世界大戦後
第二次世界大戦後、活動の場を故国に移したが、ドイツ国防軍の慰問演奏会を行うなどといった戦時中のナチス政権とのかかわりが問題視され続けた。1955年、アムステルダムにて死去。